# Skäggriska
Skäggriska (Lactarius torminosus) är en svampart i familjen Russulaceae. 

## Matsvamp
Svampen tillhör de så kallade skarpa riskorna, eller finska riskorna, vilka fordrar förvällning innan de kan ätas. I Sverige har skäggriskan inte betraktats som någon särskilt läcker matsvamp, men den är mer omtyckt i Finland och i Östeuropa.